# 獻堂館
獻堂館是臺灣臺北市的一棟中國宮殿式建築，建於1950年代，樓高兩層，地處南海路45號南海學園內。建築名稱紀念林獻堂。在2016年之前，這棟建築曾由中華民國孔孟學會使用。2004年至2012年期間，國立台灣藝術教育館亦曾使用獻堂館。現在獻堂館由國立教育廣播電台使用。該建築在2007年被列入臺北市歷史建築。